# (1661) Granule
(1661) Granule est un astéroïde de la ceinture principale découvert le 31 mars 1916 par l'astronome allemand Max Wolf.

## Historique
Le lieu de découverte, par l'astronome allemand Max Wolf, est Königstuhl.
Sa désignation provisoire, lors de sa découverte le 31 mars 1916, était A916 FA.

## Caractéristiques
Sa distance minimale d'intersection de l'orbite terrestre est de 0,975 205 ua.